# Последний танец (фильм, 2003)
«Последний танец» (англ. One Last Dance) — американский кинофильм 2003 года.

## Сюжет
После смерти маэстро элитной танцевальной труппы накануне мировой премьеры на помощь артистам приходят их бывшие коллеги Трэвис, Крисса и Макс. Сцена не прощает ошибок, но они решают рискнуть, поставив уникальную композицию, работу над которой им пришлось прервать 7 лет назад. Жизнь дала звездам новую возможность воплотить свои былые мечты, но для Трэвиса и Криссы это также уникальный шанс воскресить свою страстную любовь. Теперь, чтобы добиться успеха, им придется вспомнить азы мастерства и яркие чувства, которые однажды круто изменили их жизнь…